# Strumigenys heliani

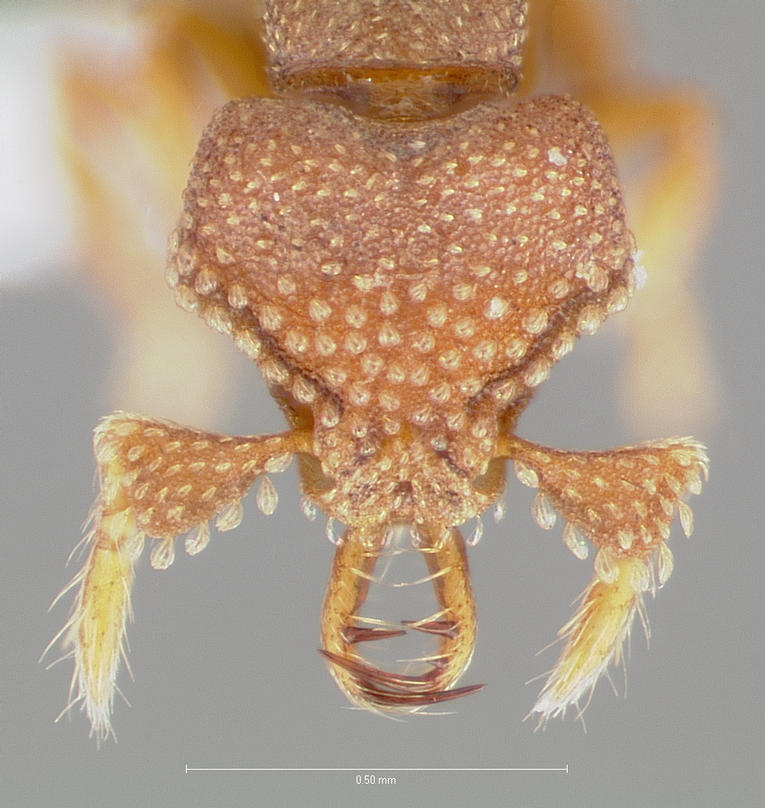
Голова с сомкнутыми жвалами

Strumigenys heliani (лат.) — вид мелких земляных муравьёв из подсемейства Myrmicinae.

## Распространение
Мадагаскар.

## Описание
Мелкие скрытные муравьи (длина в около 2,5 мм) с сердцевидной головой, расширенной кзади. Плечевые углы пронотума и мезонотум без отстоящих волосков. Голова покрыта расширенными волосками ложковидно-округлой формы. Апикальная вилка жвал из 2 зубцов, рядом расположены два преапикальных зубца (длина головы HL 0,53—0,56 мм, ширина головы HW 0,61—0,63 мм, мандибулярный индекс MI 42—47). Усики 6-члениковые.  
Включён в видовую группу S. arnoldi-group вместе с близким видом Strumigenys charino (триба Dacetini).
Основная окраска оранжево-коричневая. Мандибулы длинные, узкие (с несколькими зубцами). Глаза расположены внутри усиковых желобков-бороздок, вентро-латеральные. Нижнечелюстные щупики 1-члениковые, нижнегубные щупики состоят из 1 сегмента (формула 1,1). Стебелёк между грудкой и брюшком состоит из двух члеников: петиолюса и постпетиолюса (последний четко отделен от брюшка), жало развито, куколки голые (без кокона). Специализированные охотники на коллембол. Вид был впервые описан в 2000 году американским мирмекологом Брайном Фишером (Brian L. Fisher, Department of Entomology, California Academy of Sciences, Сан-Франциско, Калифорния, США).

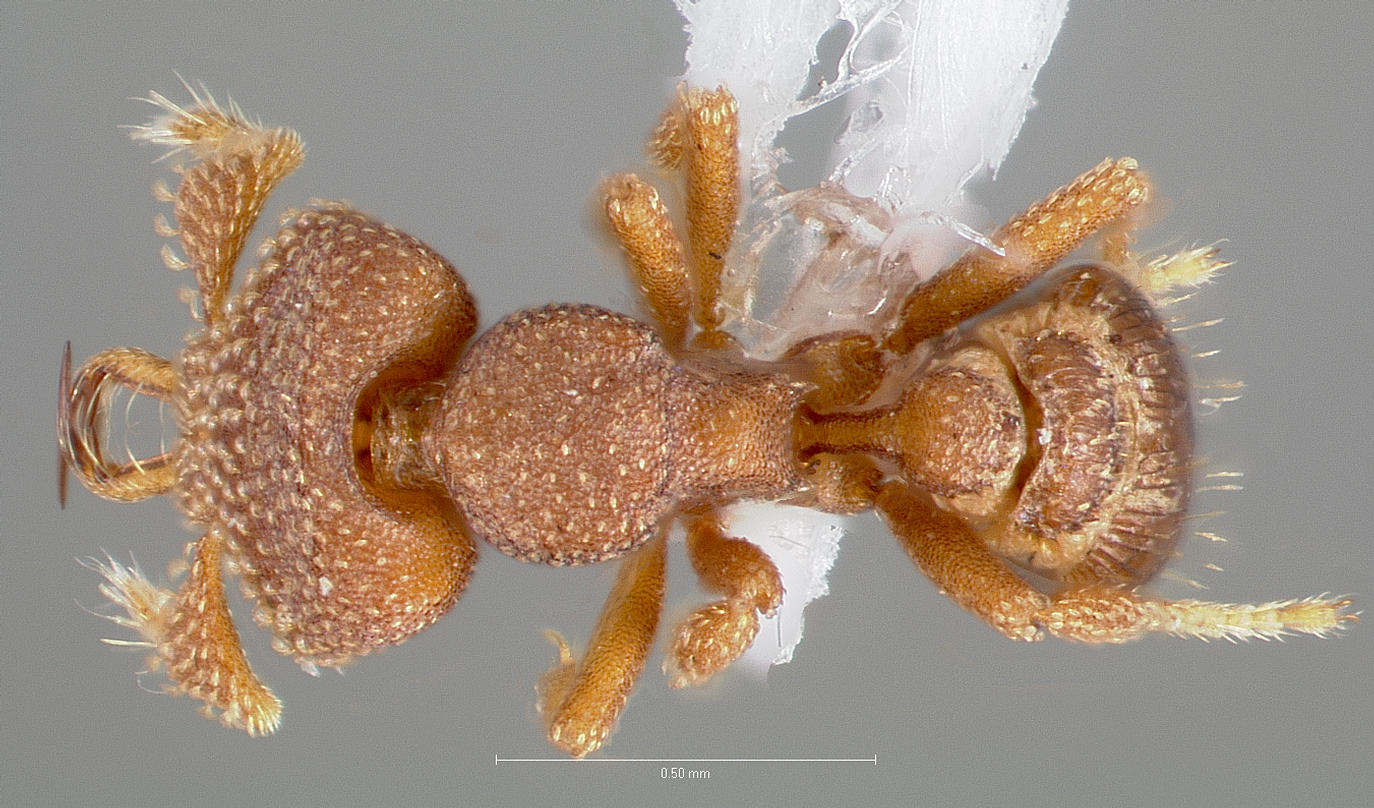
Вид сверху